# Anurogryllus
Anurogryllus is een geslacht van rechtvleugeligen uit de familie krekels (Gryllidae). De wetenschappelijke naam van dit geslacht is voor het eerst geldig gepubliceerd in 1877 door Saussure.

## Soorten
Het geslacht Anurogryllus omvat de volgende soorten:
- Anurogryllus abortivus Saussure, 1874
- Anurogryllus amolgos Otte & Perez-Gelabert, 2009
- Anurogryllus annae Otte & Perez-Gelabert, 2009
- Anurogryllus antillarum Saussure, 1874
- Anurogryllus arboreus Walker, 1973
- Anurogryllus beebei Otte & Perez-Gelabert, 2009
- Anurogryllus brevicaudatus Saussure, 1877
- Anurogryllus celerinictus Walker, 1973
- Anurogryllus cubensis Rehn, 1937
- Anurogryllus ecphylos Otte, 2006
- Anurogryllus ellops Otte & Perez-Gelabert, 2009
- Anurogryllus forcipatus Saussure, 1897
- Anurogryllus fulvaster Chopard, 1956
- Anurogryllus fuscus Caudell, 1913
- Anurogryllus gnomus Otte & Perez-Gelabert, 2009
- Anurogryllus hierroi Otte & Perez-Gelabert, 2009
- Anurogryllus matheticos Otte, 2006
- Anurogryllus muticus De Geer, 1773
- Anurogryllus nerthus Otte & Perez-Gelabert, 2009
- Anurogryllus nigua Otte & Perez-Gelabert, 2009
- Anurogryllus nyctinomos Otte & Perez-Gelabert, 2009
- Anurogryllus toledopizai de Mello, 1988
- Anurogryllus toltecus Saussure, 1874
- Anurogryllus typhlos Otte & Peck, 1998
- Anurogryllus vanescens Otte & Perez-Gelabert, 2009
- Anurogryllus vibrans Otte & Perez-Gelabert, 2009